# Chaetodon ornatissimus
Poisson-papillon orné
Espèce
Synonymes
- Chaetodon lydiae Curtiss, 1938
- Chaetodon ornatissimus kaupi Ahl, 1923
- Chaetodon ornatus Gray, 1831

Statut de conservation UICN

 LC  : Préoccupation mineure
Chaetodon ornatissimus, communément nommé poisson-papillon orné, est une espèce de poisson marin de la famille des Chaetodontidae.

## Sous-genre
Le poisson-papillon orné est un poisson-papillon qui fait partie du sous-genre Citharoedus. En 1984, André Maugé et Roland Bauchot ont proposé d'élever ce sous-genre au rang de genre, ce qui donnerait comme nom scientifique pour ce poisson Citharoedus ornatissimus.

## Distribution
Le poisson-papillon orné se rencontre dans la région Indo-Pacifique, dans les récifs coralliens entre 1 et 40 m de profondeurdans les eaux côtières entre 2 et 50 m de profondeur.

## Description
La taille maximale du poisson-papillon orné est de 20 cm.
Sa coloration est claire (gris clair bleuté), avec une série de bandes orange en diagonale, descendant de l'arrière vers l'avant du corps.

## Biologie et écologie
C'est un poisson corallien qui se nourrit de corail durant la journée.

## Aquariophilie
Ce poisson peut vivre en aquarium, mais il est difficile à nourrir, du fait de son alimentation très spécialisée.